# مالكوم برينغل
مالكوم برينغل (بالإنجليزية: Malcolm Pringle)‏ هو منافس ألعاب قوى جنوب أفريقي، ولد في 20 مارس 1978.